# Ентоні Сміт
Ентоні Дейвід Сміт (англ. Anthony D. Smith; 1939 — 20 липня 2016) — британський дослідник феноменів нації та націоналізму, професор-емерит в галузі націоналізму й етнічності Лондонської школи економіки. Вважається засновником міждисциплінарної галузі досліджень націоналізму. Найзначнішим внеском Ентоні Сміта до теорії націоналізму вважається розрізнення громадянського та етнічного типів націй і націоналізмів, а також думка про те, що всі нації мають панівне «етнічне ядро». Погоджуючись із іншими дослідниками, що націоналізм — це модерний феномен, він разом з тим вважає, що нації мають домодерне походження.

## Біографія
Ентоні Сміт отримав свій перший науковий ступінь бакалавра класичних мов і філософії в Оксфордському університеті, а ступені магістра й доктора соціології — при Лондонській школі економіки. Саме в останній він викладав курс етнічності й націоналізму при Європейському інституті, а зараз перебуває в статусі професора-емерита. Крім того, Е. Д. Сміт віце-президент Асоціації досліджень етнічності й націоналізму та головний редактор наукового журналу «Нації і націоналізм».

## Наукова діяльність
Науковий доробок Ентоні Д. Сміта надзвичайно багатий. Головна тема його книжок — різні проблеми теорії націй і націоналізму.
Йому належать, зокрема, праці «Теорії націоналізму» (1971), «Поняття соціальної зміни: критика функціоналістичної теорії соціальних змін» (1973), «Націоналізм у XX сторіччі» (1979), «Етнічне відродження в модерному світі» (1981), «Держави і нації в „третьому світі“: західна держава й африканський націоналізм» (1983), «Теорії націоналізму» (1983), «Етнічне походження націй» (1986), «Національна ідентичність» (1991), «Нації і націоналізм у глобальну епоху» (1995), «Націоналізм і модернізм» (1998), «Міфи й пам'ять націй» (1999), «Нація в історії: історіографічні дебати про етнічність і націоналізм» (2000), «Націоналізм: теорія, ідеологія, історія» (2001), «Обрані народи: священні джерела національної ідентичности» (2003) та «Давність націй» (2004), «Культурні основи націй: ієрархія, завіт та республіка» (The Cultural Foundations of Nations: Hierarchy, Covenant, and Republic) (2008), «Етносимволізм та націоналізм: культурницький підхід» (Ethno-Symbolism and Nationalism: A Cultural Approach) (2009). Разом із Джоном Гатчинсоном він редагував довідники «Націоналізм: ключові поняття» (2000) та «Етнічність» (1996), а разом із Атеною Леуссі — «Енциклопедію націоналізму» (2001).

## Розуміння націоналізму
У кожному своєму дослідженні Ентоні Сміт робить новий крок на шляху до створення загальної теорії націй і націоналізму, щоразу охоплюючи своєю пояснювальною схемою нові феномени, періоди й проблеми. Суттєво спираючись на ідеї свого співвітчизника — британського соціолога Ентоні Ґіденса, які той виклав у своїй центральній праці «Наслідки модерности» (1991), Сміт намагається вдосконалити свою теорію націоналізму. Він зводить націоналізм до так званої ключової доктрини, яка, будучи однією з вивільнених (disembedded), відтак деконтекстуалізованих або мандрівних форм, досягає вкорінення (embeddedness) у локальність завдяки накладенню на локально притаманну етнічність. По суті, «ключова доктрина» — це шаблон, який потенційно можна накласти на будь-яку культурно-історичну спільноту й у такий спосіб залучити локальні структури до макросистеми. Від такого симбіозу виграють обидві сторони: макросистема, частиною якої є «ключова доктрина», отримує ще одну порцію легітимізації і підкріплення знизу, а локальна етнічність здобуває собі місце в системі макроструктур, що гарантує їй кращі шанси на збереження та виживання серед глобальної одноманітності. Якраз про це йдеться в авторовому висновку до книги «Нації та націоналізм у глобальну епоху»: «Саме націю слід виховувати, захищати й робити ефективною, а будь-яке обрамлення, яке може надати такий захист і наділити такою ефективністю, розглядається як прийнятне. Територіальна держава — найбільш очевидний і найвигідніше розміщений кандидат на роль такого захисника, але він аж ніяк не єдиний. Звідси випливає, що потяг до відповідності між державою й нацією — частий і могутній, проте в жодному разі не неминучий, складник націоналізму».
Націоналізм заземлюється в конкретний локальний контекст шляхом перепривласнення етнічної культури, минувшини й символів, тобто інституціоналізуючи етнічність. Отож, ключовою для «етносимволічної» теорії Сміта є етнічність та її носій — етнос, які дозволяють йому зняти стару суперечку про давність або модерність націй. Проблема полягала у відсутності в англійській мові іменника, який відповідав би прикметнику ethnic (етнічний). Зрештою, з огляду на брак англійського відповідника, Ентоні Сміт вимушений був удатися до французького терміна ethnie (етнос), щоб якось позначити етнічну спільноту. Введення поняття «етнос» в англомовний науковий дискурс дозволило йому внести ясність у суперечку про «вік» націй. Незгоди в цьому питанні спричиняло те, що одні дослідники схильні були називати націями навіть етноси, які передували постанню націй, а інші позначали терміном «нація» тільки модерний період інституційно оформленого існування «найменованих сукупностей людей» зі спільними міфами, історичною пам'яттю, громадською культурою, економічними правами та юридичною рівністю. Тобто в далекому минулому могли існувати етноси, ядром яких була уснонародна культура, а не нації, які з'явилися в новий час, використавши попередній етнічній субстрат. Це дає підстави Е. Сміту порівняти націю з палімпсестом: під її наративом справді ховаються сліди старіших написів, зроблених домодерними етносами в анналах історії.
Успішність націоналізму полягала в тому, що він найкраще і найефективніше поміж інших ідеологій використовує психологічні потреби людей, процвітаючи на плідному ґрунті первинних етнічних уз. Саме зі своїх домодерних етнічних коренів нація черпає могутність. За відсутності попереднього субстрату, яким живився націоналізм, він навряд чи міг би так дієво мобілізовувати пристрасті, як це йому вдавалося в дійсності. Очевидно, він апелював до чогось глибинного, залучав на свій бік могутні сентименти, закорінені в повсякденному житті й трансльовані через первинну соціалізацію від покоління до покоління.
Отже, успіх націоналізму полягає у його здатності міцно закоренитися в локальному контексті та забезпечити вихід психологічним потребам (почуттю безпеки, приналежності, співчуття, потребі в орієнтирах) членів конкретної локальності. Викладена Ентоні Смітом «ключова доктрина» вивільнена від будь-якого контексту, одначе вона здатна ефективно використовувати соціальну топологію будь-якого контексту, враховуючи фактично повсюдно наявні локальні соціальні структури: більш або менш чітко окреслені людські об'єднання на основі приналежності до спільної території та епіко-символічної традиції. До появи націоналізму ці структури виглядають недорозвиненими й невиразно означеними, мішаними, нечітко відмежованими одна від одної, але вони емоційно дуже близькі людям, адже становлять безпосереднє соціальне оточення їхньої діяльності і психологічний мікроклімат їхнього життя, неодмінну передумову психологічного комфорту. Розмитість цих об'єднань суголосна плинному й самоорганізованому характеру локального соціального життя, яке рідко набирає формально-чітких форм, а допускає істотну невизначеність на своїй периферії. Для перетворення етносу в націю потрібен суб'єкт, котрий побачить у цьому етносі конкретну націю і назве його нацією: це може бути аристократія або національна інтелігенція — залежно від того, як складаються конкретні місцеві обставини. Проте це не історична неодмінність — щоб усі етноси перетворилися на окремі нації, тож, не дивно, що за одну етнічну спільноту можуть сперечатися кілька націоналістичних проектів, скажімо, русинський, український та російський, що мало місце на Галичині в середині XIX століття.
Фактично, націоналізм — макронадбудова або макросоціальне вираження етнічності, тому його можна шукати й знаходити в різні епохи й у різних регіонах, але переважно там і тоді, де політичне життя переступає межі комунікативно безпосередньої локальності і породжує потребу понадлокальних структур у простонародній підтримці й лояльності. У цьому сенсі національні історії справді нелінійні, неконгруентні й нерівномірно поширені територіально, адже подолання локальності відбувалося в різні часи в різних регіонах. Із занепадом державних утворень або соціальних верств, які його підтримували, політичне життя знову спускалося до рівня відносно ізольованих локальностей, а «нації» згорталися, часом лишаючи по собі «героїчний» матеріал, що його за якийсь час використають наступники в процесі «перепривласнення» «свого» минулого. Саме з цього матеріалу активно черпали творці модерних націй.
Націоналізм — важливий соціальний ресурс, спорідненість якого з модерністю та його функціональність для неї полягає не тільки в тому, що він приводив до конституювання політичного устрою модерного світу, начебто співзвучного потенціалові тогочасних комунікацій і потребам економіки, як наполягають деякі модерністи; націоналізм наділяв макросоціальні інститути значущістю для індивідів, робив їх продовженням безпосереднього оточення й зрозумілих індивідам соціальних кодів, тим самим вдихаючи життя у ці вивільнені соціальні форми. Як адепти комунізму планували використати російську селянську громаду («общину») як «вибірково споріднений» матеріал для побудови комунізму на селі, так само й націоналізм залучав на свій бік наявні локальні соціальні структури (етнічні узи та уснонародну культуру), щоб на їхньому фундаменті спорудити свою топологію соціального простору — світ націй і національних держав. Характерно, що націоналізм ішов не шляхом насилля над локальними структурами, а навпаки, підсилював, закріплював і продовжував їх, забезпечуючи завдяки цьому довіру — зв'язкову ланку між вивільненою політичною організацією і спільнотою.

## Ключова доктрина націоналізму
Ентоні Сміт не вважає націоналізм чітко сформованою ідеологією на кшталт соціалізму або лібералізму. Це радше шаблон, який може наповнюватися різними ідеологічними змістами залежно від конкретних обставин. Тому замість означення націоналізму він пропонує «ключову доктрину націоналізму», яка містить такі положення:
І. Світ поділений на нації, кожна з яких має власний характер і долю.
ІІ. Нація є джерелом будь-якої політичної влади, і лояльність до нації перевищує всі інші лояльності.
ІІІ. Щоб бути вільними, люди мають ідентифікувати себе з певною нацією.
IV. Щоб бути самобутньою, кожна нація має бути автономною.
V. Задля миру й справедливості на землі нації мають бути вільними й убезпеченими.
У цих положеннях немає жодного зв'язку з якимись конкретними обставинами. Так само «ключова доктрина» не задає жодних критеріїв розміру нації, тобто націоналізм не прив'язує націю до якоїсь обов'язкової кількості населення. Головне, щоб населення, якому надається ім'я конкретної нації, відчувало себе культурно окремішнім від інших націй і володіло потрібним міфосимвольним комплексом. Із цієї причини етнічний націоналізм, який зараз дробить усталені національні держави, аж ніяк не спростовує принцип національної організації світу, а продовжує його. Він може завдати шкоди конкретній національній державі (наприклад, Іспанії, Великій Британії, Канаді), але не ідеї національної держави і тим більше не націоналізмові. Активізацію етнонаціональних рухів Ентоні Сміт ставить на карб неспроможності «наукової» держави виправдати інвестовану в неї довіру етнічних меншин, появі нових комунікаційних можливостей для формування і згуртування спільнот, а також природній захисній реакції людей на поширення глобального одноманітності.

## Визначення нації
Ентоні Сміт пропонує таке «робоче» визначення нації, яке є частиною його етносимвольної теорії: «націю можна означити як найменовану сукупність людей, яка має спільні міфи й спогади, масову громадську культуру, позначену вітчизну, економічну єдність та рівні права і обов'язки для всіх її членів».